# Svartsjön (Byske socken, Västerbotten, 722652-176381)
Svartsjön är en sjö i Skellefteå kommun i Västerbotten och ingår i Jävreån-Åbyälvens kustområde. Sjön har en area på 0,0389 kvadratkilometer och ligger 17 meter över havet.

## Delavrinningsområde
Svartsjön ingår i det delavrinningsområde (722837-176174) som SMHI kallar för Mynnar i havet. Medelhöjden är 35 meter över havet och ytan är 13,38 kvadratkilometer. Det finns inga avrinningsområden uppströms utan avrinningsområdet är högsta punkten. Avrinningsområdets utflöde Kvarnbäcken mynnar i havet. Avrinningsområdet består mestadels av skog (82 procent). Avrinningsområdet har 0,96 kvadratkilometer vattenytor vilket ger det en sjöprocent på 6,2 procent.